# Anson W. Mackay
Anson W. Mackay es un profesor de geografía británico del Centro de Investigación del Cambio Ambiental del University College de Londres. Trabaja sobre el impacto del cambio climático en los ecosistemas de agua dulce. Es editor en jefe de la revista Geo: Geographical and Environment de la Royal Geographical Society y es miembro de la junta de Open Quaternary.

## Educación
Mackay es de las tierras altas de Escocia. Estudió Ciencias Biológicas en la Universidad de Edimburgo y se graduó en 1989. Se mudó a Manchester para su doctorado y obtuvo un doctorado en paleoecología en 1993. Fue nombrado miembro de Leverhulme en el University College London.

## Investigación y carrera
Mackay fue nombrado profesor en el University College London en 2000 y ascendido a profesor en 2013. Ha investigado exhaustivamente el impacto de la contaminación en el lago Baikal, así como en el mar de Aral y el delta del Okavango.
Ha reconstruido la historia climática del lago Baikal durante los últimos 800 000 años. El lago Baikal es el lago más antiguo y profundo del mundo, y alberga una quinta parte del agua dulce del mundo. Más del 75 % de las especies no existen en ningún otro lugar del mundo. Mackay ha estudiado el número de diatomeas de microalgas en el lago Baikal y ha demostrado que han disminuido a medida que el lago se calienta. Algunas diatomeas son más sensibles que otras, lo que permite a Mackay y sus colegas observar el impacto de la contaminación en el pasado. Él estudia las poblaciones de diatomeas mediante el estudio de los isótopos de silicio, que forman la base de la cadena alimentaria de las diatomeas. Mackay cree que la calidad del agua se ha deteriorado debido a un tratamiento de aguas residuales inadecuado. Además, la cercana Planta de Papel y Pulpa de Baikal genera sulfatos, cloro orgánico y cientos de miles de toneladas de pulpa blanqueada, que llegan al lago. Mackay ha demostrado que estos cambios también han afectado al fitoplancton y al zooplancton.

### Actividad académica
Mackay es editor en jefe de la revista Geo: Geographical and Environment de la Royal Geographical Society y es miembro de la junta de Open Quaternary. Ha escrito para The Conversation. Es nominado habitualmente para los premios Student Choice, que incluyen Enseñanza inspiradora, Igualdad y diversidad y Comentarios excepcionales. En 2017, Mackay estableció la red LGBTQ + Out Geography. Es parte de la red 500 Queer Scientists y ha sido parte de una exitosa investigación parlamentaria sobre el impacto de la financiación científica en la igualdad y la diversidad.

### Libros
Mackay, Anson (2014). Global Change in the Holocene. Routledge. pp. 2019-07-04. ISBN 978-0340812143.